# Stalingrad (2013)
Stalingrad (bra Stalingrado) é um filme de russo de 2013, do gênero drama de ação e de guerra, dirigido por Fedor Bondarchuk, com roteiro de Sergey Snezhkin e Ilya Tilkin.
Foi selecionado como representante da Rússia à edição do Oscar 2014, organizada pela Academia de Artes e Ciências Cinematográficas.[carece de fontes?]

## Elenco
- Pyotr Fyodorov - cap. Gromov
- Dmitriy Lysenkov - sgt. Chavanov
- Alexey Barabash - Nikiforov
- Andrey Smolyakov - Polyakov
- Sergey Bondarchuk Jr. - tte. Sergey Astakhov
- Oleg Volku - Krasnov
- Philippe Reinhardt - Gottfried
- Georges Devdariani - Klose